# Stockente
Die Stockente (Anas platyrhynchos) ist eine Vogelart aus der Familie der Entenvögel (Anatidae).
Die Stockente ist die größte und am häufigsten vorkommende Schwimmente Europas und die Stammform der Hausente. Ausgewachsene Männchen im Balzkleid sind mit ihrem grünmetallischen Kopf, dem gelben Schnabel und dem weißen Halsring unverwechselbar, die Weibchen sind unscheinbarer hellbraun mit orangefarbenem Schnabel.
Stockenten kommen im größten Teil Eurasiens, im äußersten Norden Afrikas sowie in weiten Teilen Nordamerikas vor und sind in Neuseeland und Australien als Brutvogel eingeführt worden. Ihre Häufigkeit ist darauf zurückzuführen, dass sie sowohl bei der Wahl ihrer Brutplätze als auch ihrer Aufenthaltsorte wenig anspruchsvoll sind, sofern irgendeine Art von Gewässer vorhanden ist.

## Namensgebung
Die heutige Bezeichnung Stockente hat sich erst im 20. Jahrhundert als die übliche deutsche Bezeichnung durchgesetzt, in älterer Literatur wird sie auch noch als Märzente bezeichnet. Der nicht mehr gebräuchliche Name „Märzente“ bezieht sich auf die Paarungszeit der Stockente. Der heutige Name kann als Hinweis auf ihre Brutplätze verstanden werden, zu denen auf Stock gesetzte Weiden, Weidengebüsch oder auch Reisighaufen gehören. Stockenten brüten zwar nicht häufig darauf, das Verhalten ist aber für eine Entenart so auffällig, dass sich daraus die heute geläufige Bezeichnung entwickelte.
Über lange Zeit war der Name Wildente gebräuchlicher, was aus ornithologischer Sicht eine unbefriedigende Bezeichnung ist, da dieser Name artübergreifend auch für alle übrigen wilden Enten gilt. In der Jägersprache findet sich diese Bezeichnung noch immer, und auch in der Gastronomie wird bei einem Wildentengericht in der Regel eine Stockente zubereitet.
Die wissenschaftliche Artbezeichnung platyrhynchos bedeutet Breitschnabel und leitet sich aus dem Altgriechischen ab: πλατύς platys = breit, flach; ῥύγχος rhynchos =  Schnabel, Schnauze.

## Aussehen

### Erscheinungsbild ausgewachsener Stockenten

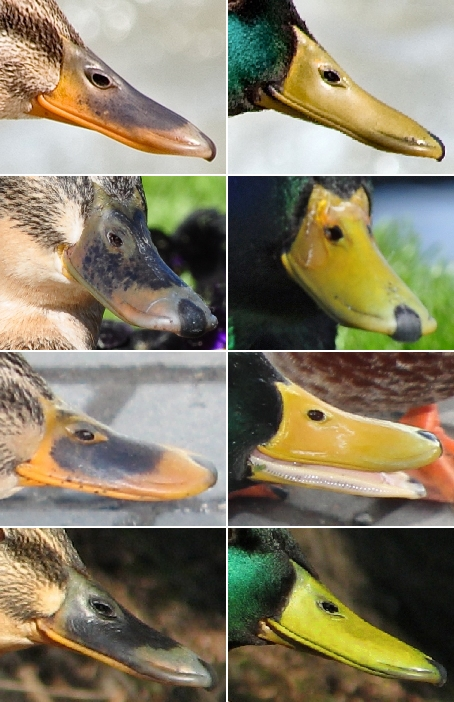
Schnabelvergleich: links weiblich, rechts männlich

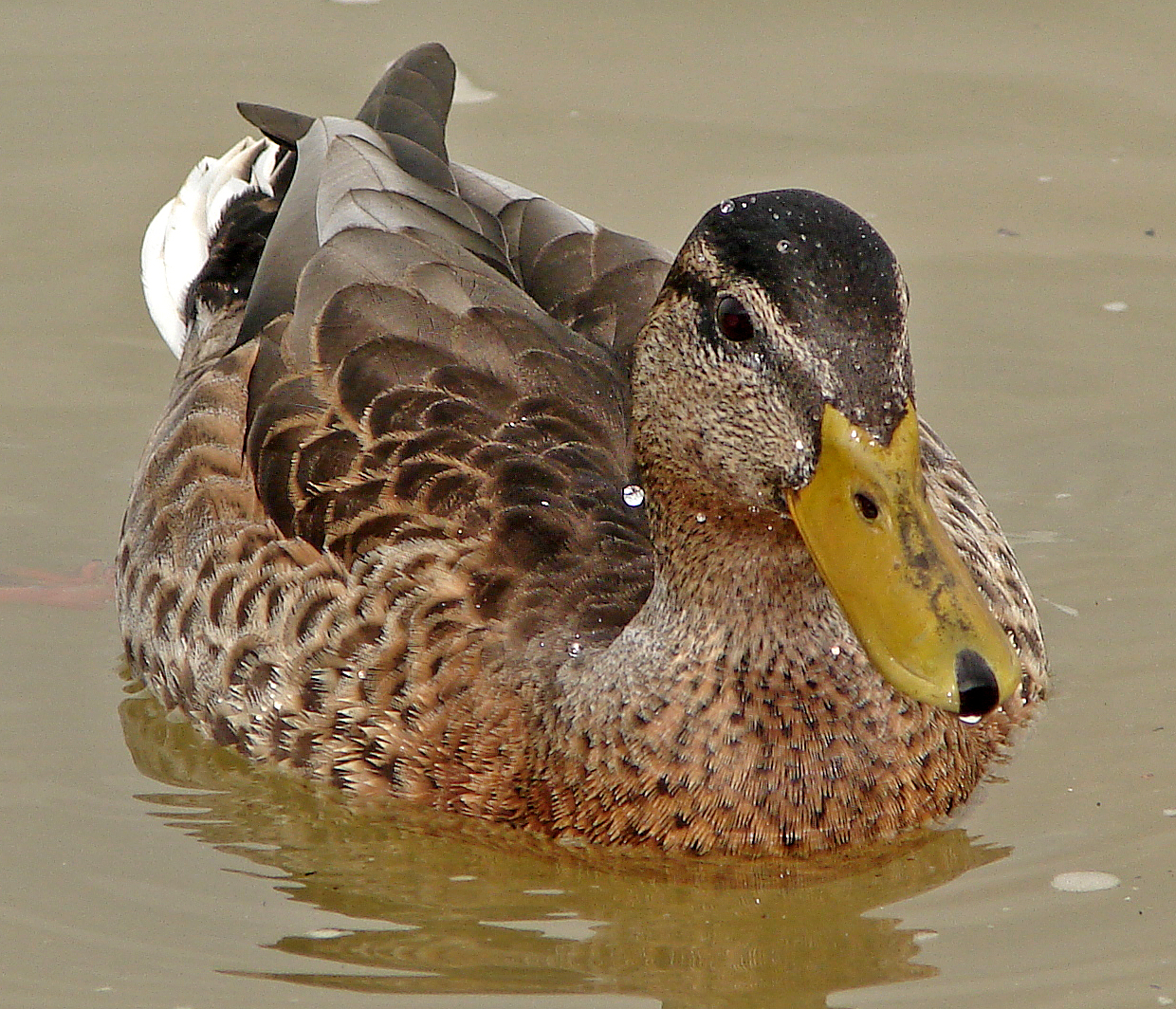
Stockenten-Erpel im Schlichtkleid, vom Weibchen in diesem Zustand nur durch den gelben Schnabel zu unterscheiden

Stockenten werden bis zu 58 Zentimeter lang, ihre Flügelspannweite beträgt bis zu 95 Zentimeter.
Das Männchen trägt im Zeitraum zwischen Juli und August sein Schlichtkleid und sieht dabei dem Weibchen zum Verwechseln ähnlich. Lediglich anhand der Schnabelfärbung lässt sich in dieser Zeit das Geschlecht bestimmen, denn der Schnabel des Männchens ist weiterhin deutlich gelb, teils mit einem Stich ins Grüne, wogegen der Schnabel des Weibchens in der Grundfarbe orangefarben und teils vollständig, teils nur in der Mitte dunkelgrau bis braun überlaufen ist. Das Weibchen hat eine braun-grau gesprenkelte Färbung, wodurch die Tiere an Land gut getarnt sind. Das einzig Auffällige ist der blaue Flügelspiegel, der dem des Männchens entspricht. Im Flug wird bei beiden Geschlechtern die weiße Umrandung des blauen Flügelspiegels sichtbar.
Stockenten haben etwa 10.000 Daunen und Deckfedern, die sie vor Nässe und Kälte schützen. Sie fetten dieses Federkleid immer ein, so dass kein Wasser durch das Gefieder dringt. Die Bürzeldrüse an der Schwanzwurzel liefert das Fett. Die Ente nimmt das Fett mit dem Schnabel auf und streicht es damit ins Gefieder. Auf dem Wasser wird die Ente von einem Luftpolster getragen. Die Luft hält sich zwischen dem Daunengefieder und die Deckfedern schließen die Daunen ab. Zusammen mit dem Fettpolster unter der Haut verhindert die eingeschlossene Luftschicht, dass Körperwärme verloren geht und die Ente auskühlt.

#### Prachtkleid der Erpel

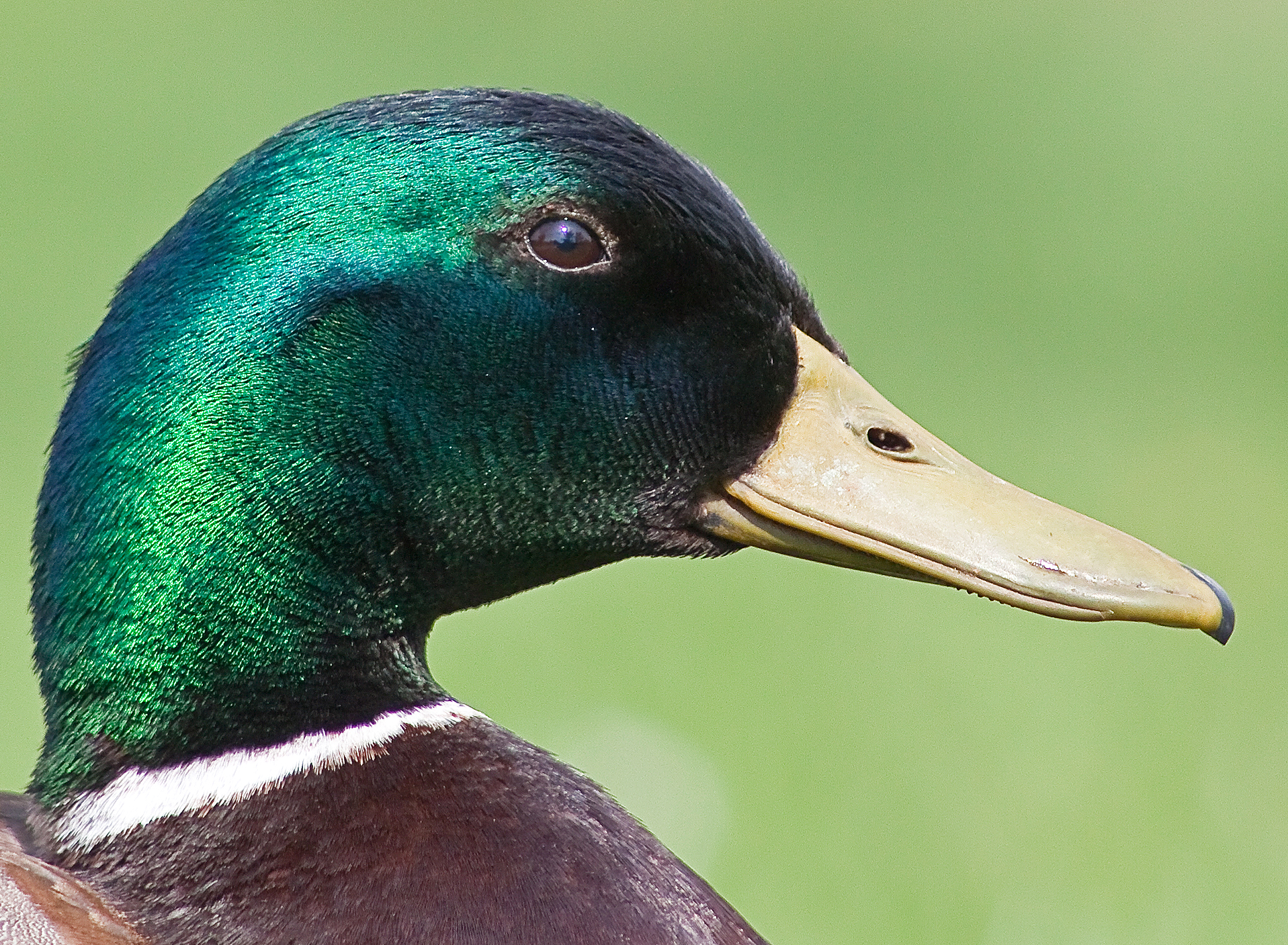
Kopf des Erpels im Prachtkleid

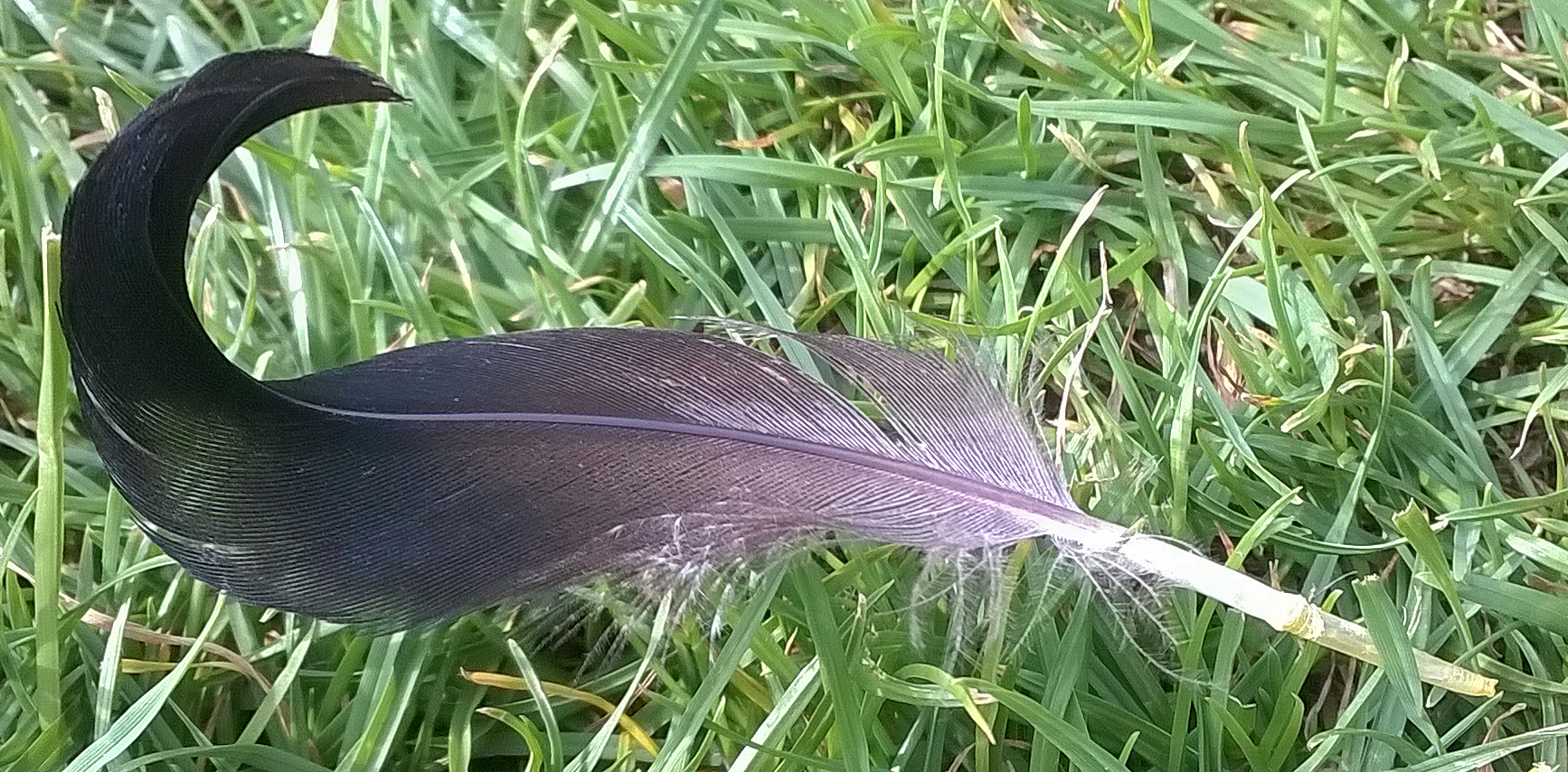
Charakteristisch geformte Erpellocke

Das Prachtkleid des Erpels ist grau mit brauner Brust, bräunlichem Rücken und schwarzen Ober- und Unterschwanzdecken. Der Kopf ist metallisch grün mit weißem Halsring darunter, der Schnabel grün-gelb. Am Hinterrand der Flügel befindet sich ein metallisch blaues, weiß gesäumtes Band, der Flügelspiegel. Die schwarzen Federn an der Schwanzspitze sind zu Erpellocken aufgerollt.

#### Mauser

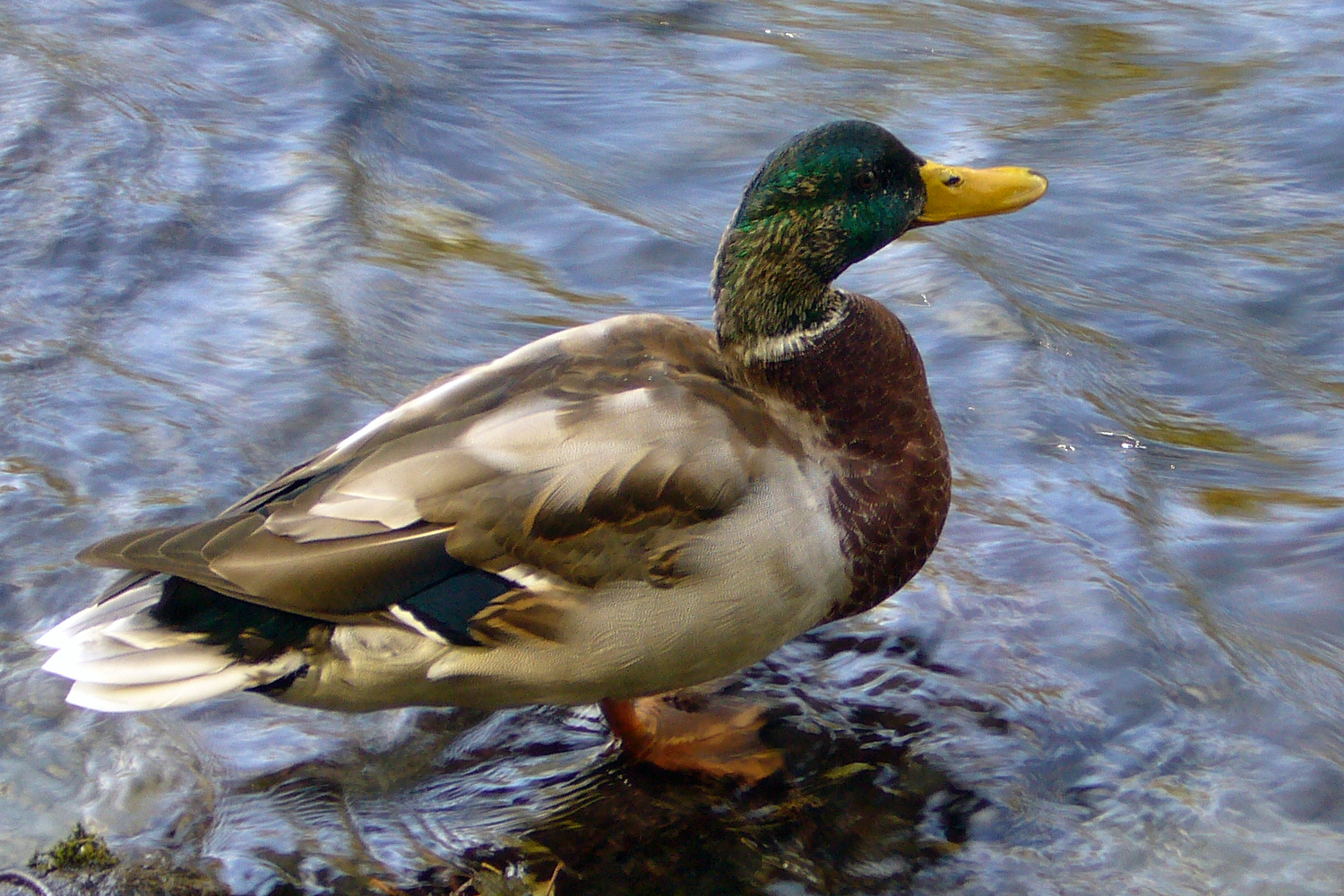
Erpel während der Mauser, das Prachtkleid ist noch nicht voll entwickelt

Beim Mauserverlauf gibt es erhebliche individuelle, aber auch populationsspezifische Unterschiede. Bei mitteleuropäischen Stockenten wechseln die Erpel zu Beginn der  praenuptialen Mauser im Zeitraum zwischen Juli und August zunächst das Schwingengefieder und sind dann für drei bis fünf Wochen flugunfähig. Währenddessen erfolgt der Wechsel des übrigen Gefieders. Erst im Dezember ist die anschließende Entwicklung des Prachtkleids abgeschlossen. Die postnuptiale Mauser beginnt bei Stockentenerpeln bereits Mitte Mai mit dem Abwurf der mittleren Steuerfedern, während die Weibchen noch brüten. Es folgt dann die Mauser des Kleingefieders. Bei Weibchen findet die Schwingenmauser im September statt, und der Kleingefiederwechsel im Brutkleid im Zeitraum zwischen Oktober und November.

#### Erscheinungsbild bastardisierter Stockenten

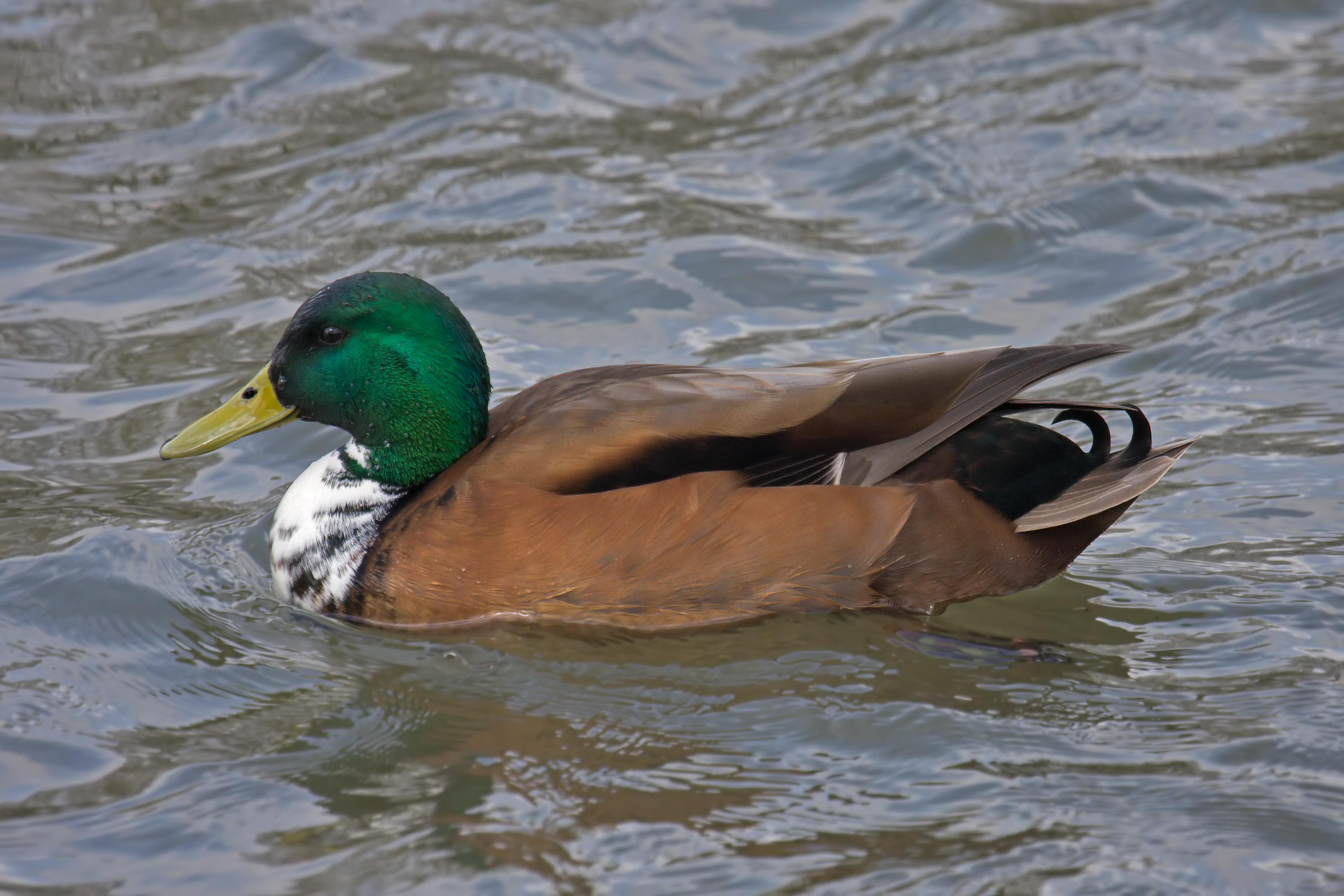
Bastardisierter Stockentenerpel

Stockenten neigen grundsätzlich zur Bastardisierung mit anderen Entenarten und kreuzen sich gerne mit den von ihnen abstammenden Hausenten. Umgekehrt werden aus Wildpopulationen stammende Stockenten immer wieder zur Blutauffrischung der Hausenten hinzugezogen oder dienen zur Züchtung neuer Schläge.
Individuen, die in ihrem Erscheinungsbild von dem normaler Stockenten abweichen, sind gelegentlich auch in der Feldflur zu beobachten. Häufiger jedoch tauchen solche fehlgefärbten Individuen unter den Stadtpopulationen auf. Dies dürfte darauf zurückzuführen sein, dass Gefangenschaftsflüchtlinge, das heißt, sowohl entflohene Hausenten als auch nichtheimisches Wasserziergeflügel, sich auf Grund ihrer geringeren Fluchtdistanz zum Menschen sowie des reichhaltigeren Nahrungsangebots in den gleichen städtischen Gebieten niederlassen wie die Stockenten.
Häufig sind dunkle, oft fast rein schwarze, braune oder dunkelgrüne Individuen zu beobachten. Oft tritt ein weißer Latz an der Brust auf, was auf die Bastardisierung mit weißen Hausenten zurückgehen dürfte. Seltener sind Individuen mit weißlich aufgehellten Partien. Bei manchen Männchen sind die Deckfedern der Flügel mehr oder minder abgedunkelt oder der weiße Halsring ist verbreitert. In Hamburg sind in der Innenstadt 13 Prozent der Stockenten fehlgefärbt, am Stadtrand jedoch nur 0,7 Prozent.
Um die weitere Bastardisierung der Art zu vermindern, werden die fehlgefärbten Individuen bevorzugt abgeschossen.

### Erscheinungsbild der Dunenküken und Jungvögel

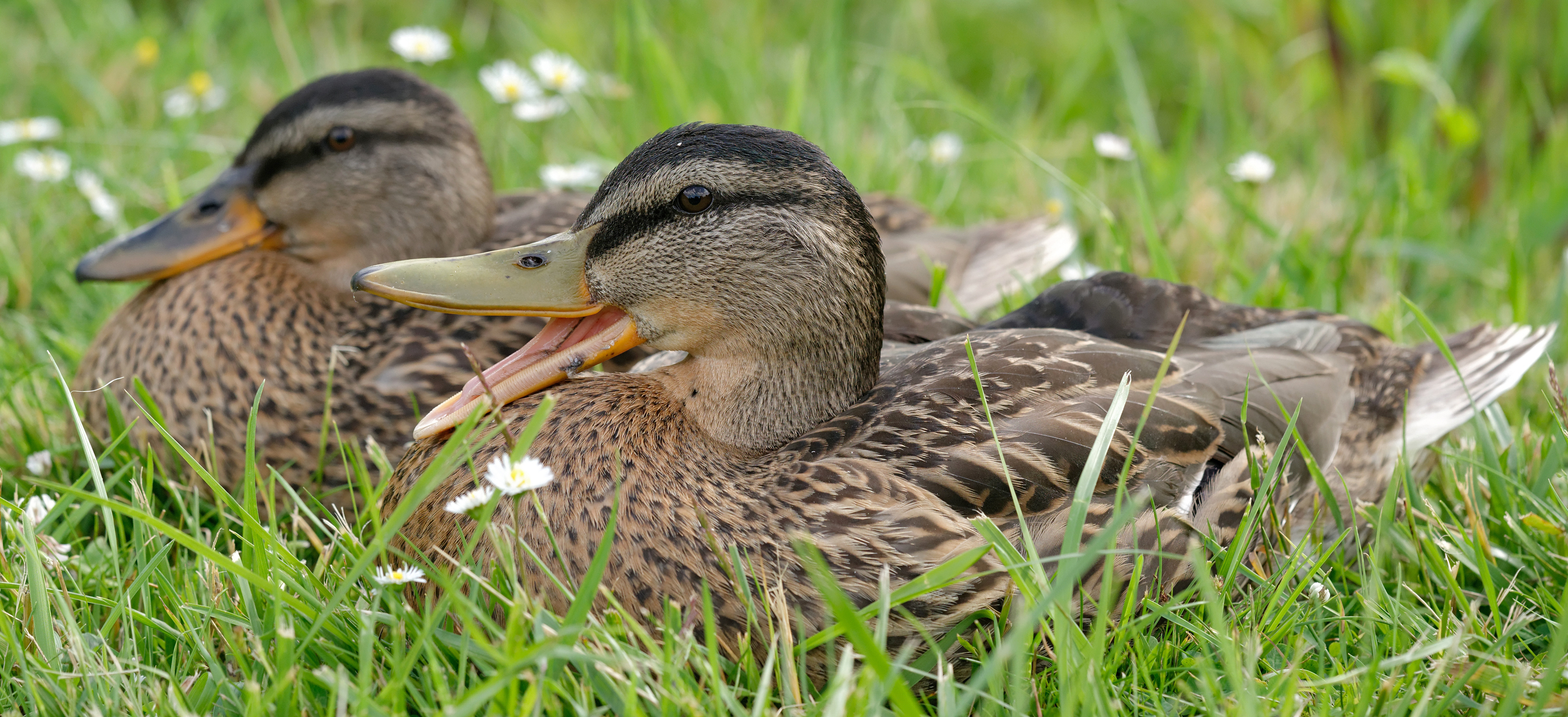
Halbwüchsige Küken; Männchen (vorne) und Weibchen lassen sich bereits anhand der Schnabelfärbung unterscheiden.

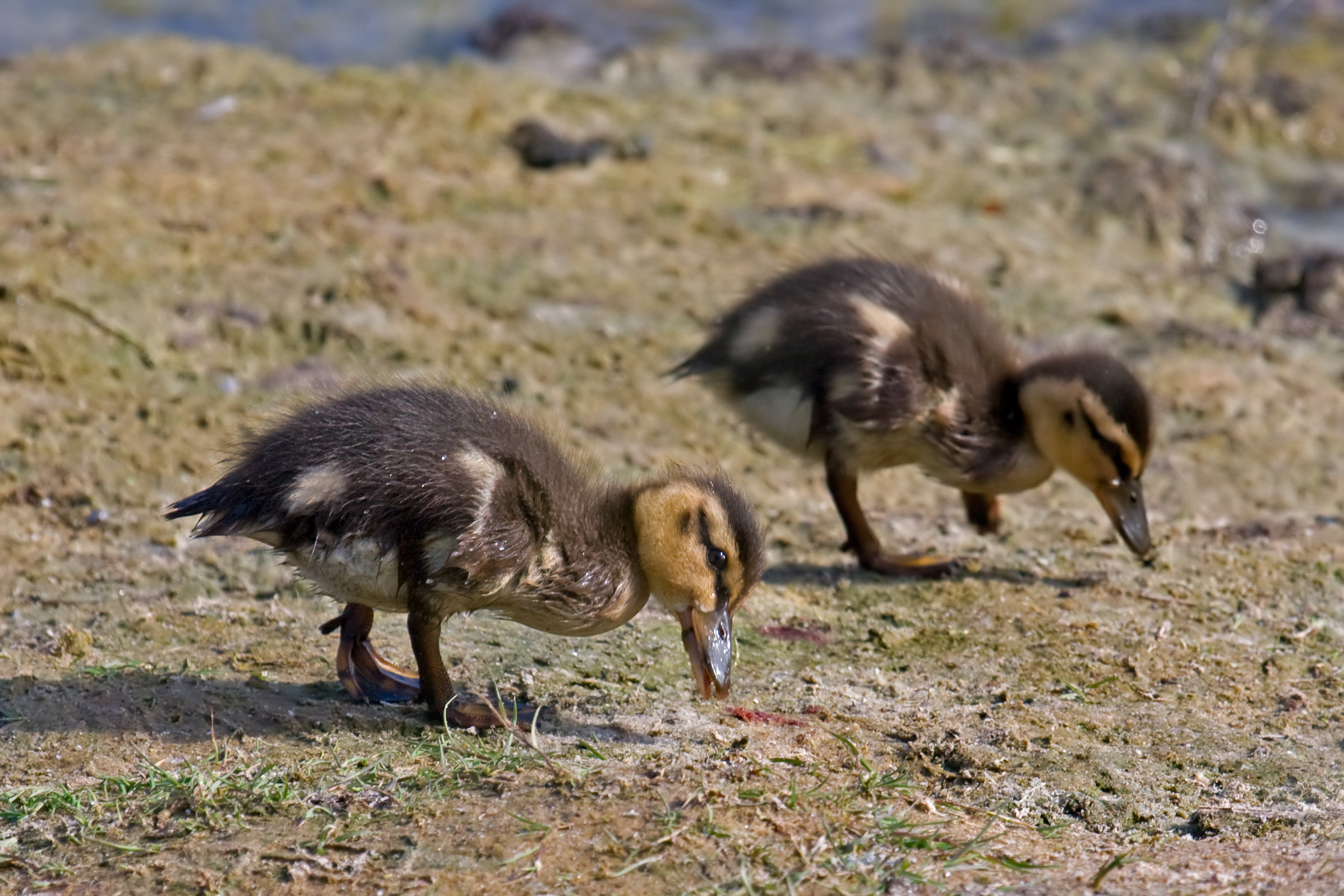
Küken

Die Dunenküken der Stockente sind an der Körperoberseite braun und an der Unterseite gelbbraun. Ein dunkler Farbstrich verläuft von der Schnabelbasis über das Auge bis zum Nacken. Am Hinterkopf in Höhe der Ohren findet sich ein kleiner dunkler Farbfleck, und eine Reihe von Stockentenküken weist einen weiteren dunklen Farbfleck an der Schnabelbasis auf. Die Kopfseiten sowie der Vorderhals sind gelbbraun. Gelbe Farbpartien finden sich auch auf den Flügeln, den Rückenseiten und an den Flanken.
Zum Zeitpunkt des Schlupfes haben die Dunenküken einen dunkelgrauen Oberschnabel mit einem lichtbraunen Nagel. Die Schnabelränder weisen gelegentlich eine rosabraune Färbung auf. Der Unterschnabel ist braunrosa. Die Beine und Füße sind dunkelgrau, wobei die Seiten der Beine etwas ins Gelbliche spielen. Die Schwimmhäute sind dunkel. Zum Zeitpunkt, zu dem junge Stockenten flügge werden, ist der Oberschnabel blass-blaugrau, die Beine und Füße sind gelborangefarben mit dunklen Schwimmhäuten.
Das Jugendkleid entspricht weitgehend dem Schlichtkleid des Weibchens. Bei jungen Enten sind die bauchseitigen Konturfedern allerdings dunkler gefärbt als die des weiblichen Ruhekleids. Die Geschlechter unterscheiden sich durch die Weißfärbung an den Spitzen der großen Flügeldecken. Bei den Weibchen reicht diese bis zur fünfzehnten, bei Männchen dagegen nur bis zur zwölften Feder.

## Lautäußerungen

### Stimme
Die Stockente ist eine sehr ruffreudige Ente. Männchen und Weibchen haben dabei unterschiedliche Rufe. Für die Erpel ist ein gedämpftes „räb“ charakteristisch, das sie gelegentlich auch gereiht als „rääb-räb-räb-räb“ mit abfallender Tonhöhe und Lautstärke hören lassen. Bei den Weibchen gibt es ähnliche Rufreihen, die jedoch eher nach „wak wak wak“ oder auch „wäk wäk wäk“ klingen.
Zum Lautrepertoire der Stockente zählen auch einige Instrumentallaute. Dazu zählt das matte Klingeln „wich wich wich …“, das für den Flug charakteristisch ist und mit den Flügeln erzeugt wird.

### Balzlaute
Eine Reihe von Rufen sind mit der Balz verbunden. Dazu zählt der charakteristische Grunzpfiff der Männchen, der lautmalerisch mit „gerijib“ oder „fihb“ umschrieben wird. Er erklingt besonders häufig, wenn die Erpel während der Balz die Schnäbel eintauchen und anschließend Kopf und Körper hochreißen.
Während der Balz kommt es außerdem zu einem ritualisierten Scheinputzen der Männchen, bei dem sie mit dem Schnabel von hinten her die Kiele der Handschwingen berühren. Das erzeugt ein ratterndes „rrp“-Geräusch.

## Verbreitung

### Globale Verbreitung

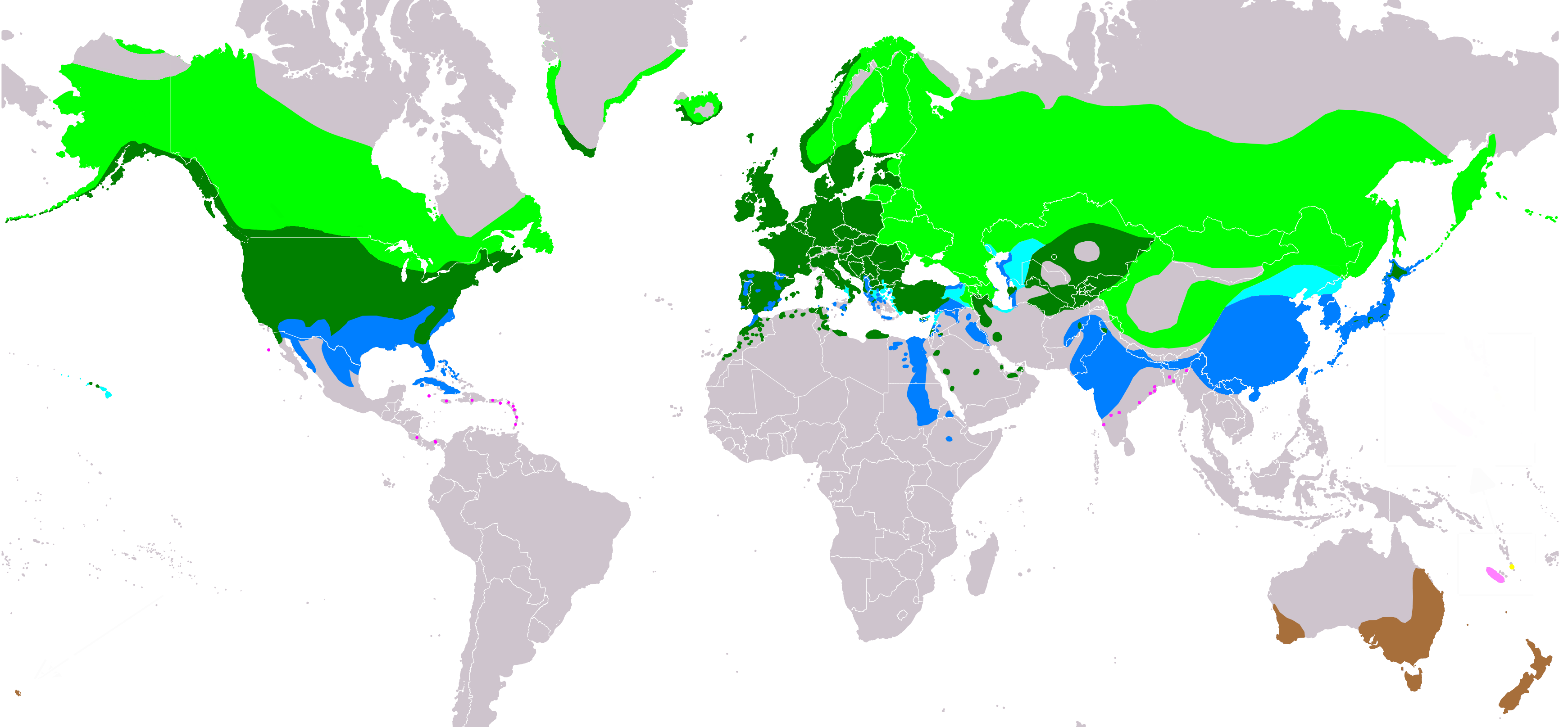
Die weltweite Verbreitung der Stockente
Brutgebiete
Ganzjähriges Vorkommen
Migration
Überwinterungsgebiete
Streifzüge (Saisonalität unsicher)
Population wahrscheinlich erloschen & Eingeführt
Einführungsgebiete (Saisonalität unsicher)
Wahrscheinlich Einführungsgebiete (Saisonalität unsicher)

Die Stockente kommt auf der ganzen Nordhalbkugel vor, von Europa über Asien bis nach Nordamerika. In Nordamerika fehlt sie lediglich im äußersten Norden in den Gebieten der Tundra von Kanada bis nach Maine und ostwärts bis nach Nova Scotia. Ihren nordamerikanischen Verbreitungsschwerpunkt hat sie in der sogenannten Prairie Pothole Region von North und South Dakota, Manitoba und Saskatchewan. In Europa fehlt sie nur in höheren Gebirgslagen. In den Alpen ist sie in offeneren Tälern bis in Höhenlagen von 1000 Metern noch häufig, die höchstgelegenen Brutplätze wurden in Lagen von etwa 2000 Metern registriert. In Asien meidet die Stockente die kälteste Tundra und kommt bis in den Osten des Himalayas vor. Als Brutvogel ist sie damit auf die Holarktis begrenzt. Lediglich zur Überwinterung erreicht sie auch die orientalische Region. So überwintert sie beispielsweise in den Ebenen Nordindiens und im Süden Chinas.
In Australien und Neuseeland ist die Stockente eingeführt worden. Sie kommt dort überall vor, wo das Klima dem des Verbreitungsgebiets auf der Nordhalbkugel entspricht. In Australien wurde sie frühestens 1862 eingeführt und hat sich vor allem seit den 1950er Jahren auf dem australischen Kontinent ausgebreitet. Sie ist wegen ihrer klimatischen Ansprüche auf diesem Kontinent vergleichsweise selten und kommt überwiegend auf Tasmanien, im Südosten und in einem kleinen Gebiet im Südwesten Australiens vor. Sie nutzt hier überwiegend urbane Räume oder sehr stark agrarisch überformte Landschaften und wird nur selten in Regionen beobachtet, die nicht dicht vom Menschen besiedelt sind. Auf Neuseeland wurde die Stockente ab 1867 in größerer Zahl eingeführt. Zwischen 1896 und 1918 wurden jährlich vor allem auf der Nordinsel Stockenten ausgewildert. Auf der Südinsel gab es Einführungsversuche in den 1920er Jahren, die aber weitgehend nicht erfolgreich waren. In den 1950ern begann sich die Stockente sehr stark auszubreiten, was zu einer Ansiedlung auch auf der Südinsel führte. Bereits 1981 wurde der neuseeländische Bestand auf mehr als fünf Millionen Individuen geschätzt. Stockenten finden sich heute auch auf Stewart Island und anderen, kleineren Inseln vor der neuseeländischen Küste. Die Einführung der Stockente in Neuseeland wird heute als problematisch eingeordnet. Unter anderem bastardiert die Stockente mit der einheimischen Augenbrauenente. Erste Hybride zwischen Stockenten und Augenbrauenenten wurden bereits 1917 gemeldet, inzwischen geht man davon aus, dass in allen Augenbrauenentenpopulationen Stockenten eingekreuzt sind. Am Gefieder sind Hybride bereits in der dritten Generation nicht mehr erkennbar.

### Bevorzugte Habitate
Die Stockente ist sehr anpassungsfähig und kommt fast überall vor, wo es Gewässer gibt. Stockenten schwimmen auf Seen, in Teichen, Binnengewässern, Bergseen und halten sich auch in kleinen Wald- und Wiesengräben auf.

### Kulturfolger in Städten

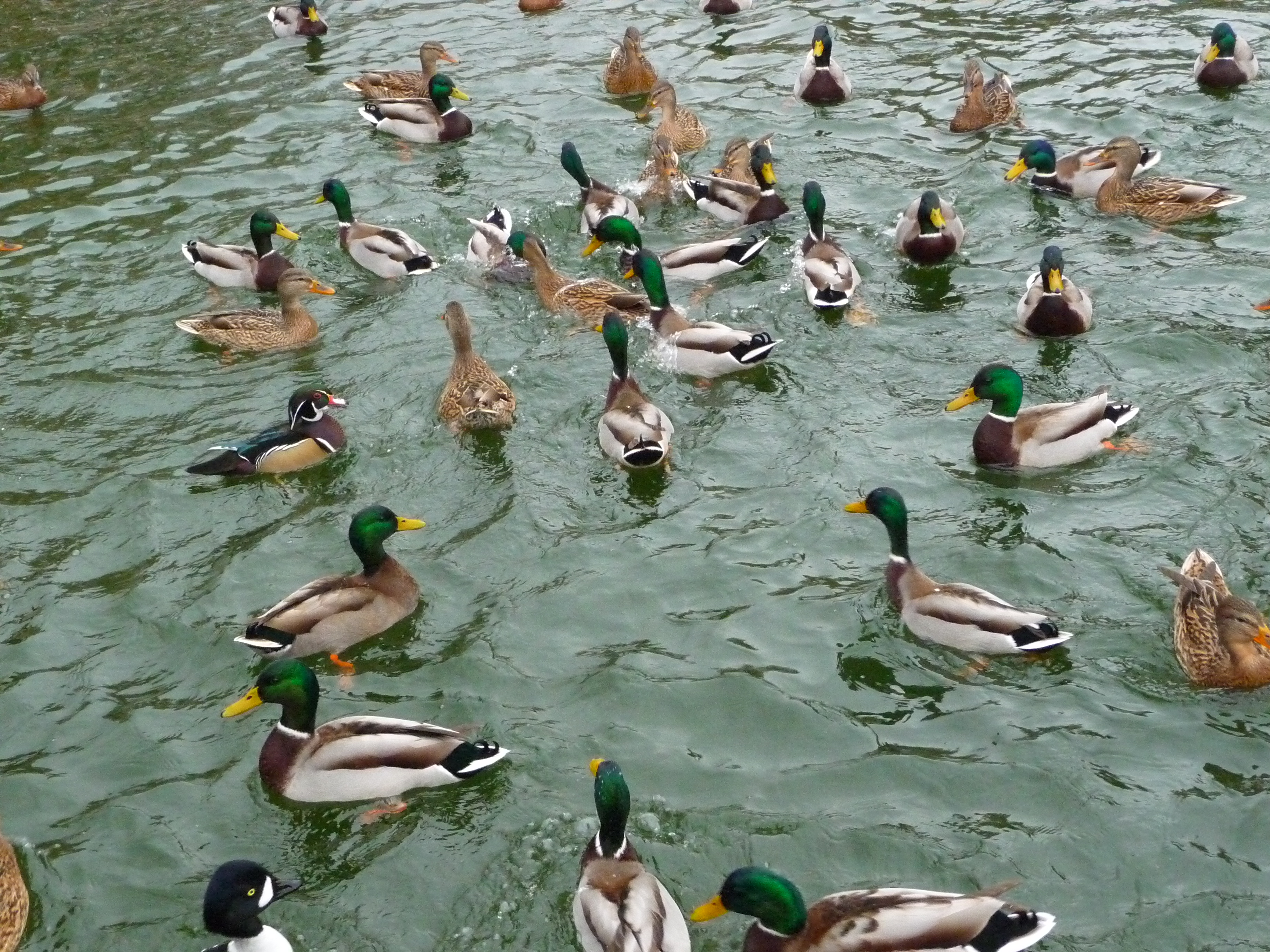
Stockentenmassierung auf einem städtischen Teich

Ähnlich wie bei der Amsel findet ein Prozess der Verstädterung statt, der nach einem Bericht von Johann Friedrich Naumann bereits im 18. Jahrhundert begann. Stadtenten besiedeln Gewässer im Bereich von Städten, besonders Teiche und Weiher in Parks, aber auch Flüsse, die die Städte durchfließen, und andere natürliche Gewässer, wie etwa Seen im Bereich von Städten. Selbst größere Brunnen werden von der Stockente besiedelt. Stockenten sind aufgrund ihrer anspruchslosen Wahl bezüglich ihres Nistplatzes und ihrer omnivoren Lebensweise prädestiniert für eine Verstädterung. Im städtischen Raum wählen Stockenten Neststandorte, die aus menschlicher Sicht häufig ausgefallen wirken. Dazu zählen Nester auf Balkonen, auf Flachdächern von Hochhäusern sowie in Schuppen oder Ställen.
Mancherorts konkurrieren Stockenten mit den vor einiger Zeit eingeschleppten Nilgänsen, denen sie bei der Verteidigung von Brutplätzen in der Regel unterlegen sind.

## Natürliche Feinde
Die natürlichen Feinde der Stockente sind Füchse, Waschbären und Greifvögel; Wanderratten und Marder haben es vor allem auf die Entengelege abgesehen. Da die Weibchen während der Brutzeit häufiger den Beutegreifern zum Opfer fallen, finden sich in vielen Beständen mehr Erpel als Enten. In der Wildnis können Enten 10 bis 15 Jahre alt werden. Unter menschlicher Pflege werden sie aber auch 40 Jahre alt.

## Ernährung
Die Stockente ist in Bezug auf die bevorzugte Nahrung anspruchslos, sie ist eine ausgesprochen omnivore Art, die alles frisst, was sie hinreichend verdauen und ohne großen Aufwand erlangen kann. Neue Nahrungsquellen werden von dieser Art schnell erkannt und unverzüglich genutzt.
Die Nahrung der Stockente besteht überwiegend aus pflanzlichen Stoffen. Sie nutzt Samen, Früchte, Wasser-, Ufer- und Landpflanzen. Zum Nahrungsspektrum gehören aber auch Weichtiere, Larven, kleine Krebse, Kaulquappen, Laich, kleine Fische, Frösche, Würmer und Schnecken.
Die Nahrungszusammensetzung unterliegt jahreszeitlichen Schwankungen. Mitteleuropäische Stockenten leben zu Beginn und während der Brutzeit fast nur von pflanzlicher Nahrung. Dabei werden zunächst Samen und überwinternde Grünteile und später das frisch sprießende Grün bevorzugt gefressen. Zu dem Zeitpunkt, zu dem die Küken schlüpfen, finden diese nicht nur eine mittlerweile reichlich vorhandene pflanzliche Nahrung vor, sondern auch reichliche tierische Nahrung in Form von Insekten und deren Larven. Stockentenküken sind zwar nicht auf eine bestimmte Nahrung spezialisiert und finden in Mitteleuropa bereits Anfang Mai ausreichende Ernährungsmöglichkeiten vor. In Experimenten konnte jedoch der Einfluss von tierischem Protein auf die Entwicklung der Jungen nachgewiesen werden. Junge Stockenten, die viel tierisches Protein vorfinden, weisen eine deutlich größere Wuchsrate auf als die, die sich überwiegend pflanzlich ernähren.
Sobald die Jungen flügge sind, suchen Stockenten zunehmend auch auf Feldern nach Nahrung. Dabei werden besonders gerne die noch nicht ausgereiften Körner von Getreide gefressen. Im Herbst fressen Stockenten auch Eicheln und andere Nüsse. Auch Kartoffeln werden als Nahrungspflanze angenommen; die Erweiterung ihres Nahrungsspektrums um diese aus Südamerika eingeführte Pflanze ist für Großbritannien verhältnismäßig gut dokumentiert. Dort trat diese Ernährungsgewohnheit erstmals in den strengen Wintern zwischen 1837 und 1855 auf. Begünstigt wurde dies durch die Kartoffelfäule, die dazu führte, dass viele Landwirte ihre Feldfrüchte auf dem Feld verrotten ließen. Nach englischen Berichten aus dem Jahr 1863 zogen Stockenten von dieser Krankheit befallene Kartoffeln sogar Getreide vor.
An Futterstellen frisst die Stockente auch gelegentlich Brot und Küchenabfälle. Obwohl sie in ihrer Ernährung grundsätzlich sehr anpassungsfähig ist, frisst sie keine salzliebenden Pflanzen. In Grönland lebende Stockenten fressen beispielsweise fast ausschließlich Meeresweichtiere.

### Gründeln

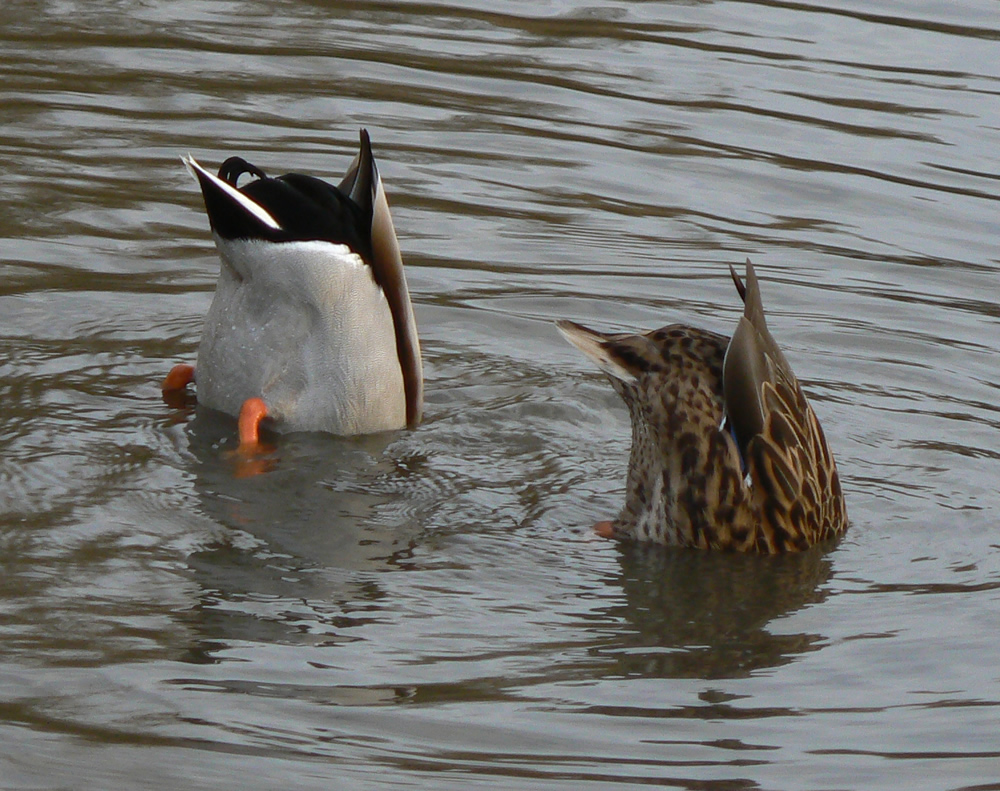
Gründelndes Stockentenpaar

Bei der Nahrungssuche unter der Wasseroberfläche tauchen die Stockenten mit dem Kopf ab, schlagen mit den Flügeln auf die Wasseroberfläche und kippen dann vornüber. Diese für Stockenten charakteristische Haltung mit senkrecht aus dem Wasser ragendem Bürzel wird als Gründeln bezeichnet. Dabei suchen sie den unter ihnen liegenden Gewässerboden nach Fressbarem bis zu einer Tiefe von etwa einem halben Meter ab. Mit ihrem Schnabel beißen sie Pflanzenteile ab und drücken das Wasser, das sie auch aufgenommen haben, durch die Hornleisten des Schnabels nach draußen. Diese Teile des Schnabels wirken wie ein Sieb, in welchem die Nahrung hängen bleibt.

## Fortpflanzung

### Balz und Kopulation

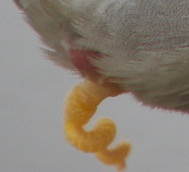
Penis einer Stockente

Die Standvögel unter den Stockenten verpaaren sich in der Regel bereits im Herbst, während die Paarbildung der Zugvögel überwiegend erst im Frühjahr stattfindet. Unter den Zugvögeln sind es meist die älteren Weibchen, die zuerst ihr Brutareal aufsuchen. Bei den meisten Populationen besteht außerdem ein Überhang an Männchen. Dies führt dazu, dass Stockenten während der Paarungszeit sehr unruhig sind und durch die häufigen Reihflüge auffallen.
Eine Besonderheit bei den Stockentenerpeln ist, dass sie in ihrer Kloake einen ausstülpbaren, spiralig gewundenen Penis besitzen. Er tritt bei etlichen Entenarten auf und stellt im stammesgeschichtlichen Sinn eine Analogie zum Penis der Säugetiere dar.

#### Gemeinschaftsbalz der Erpel

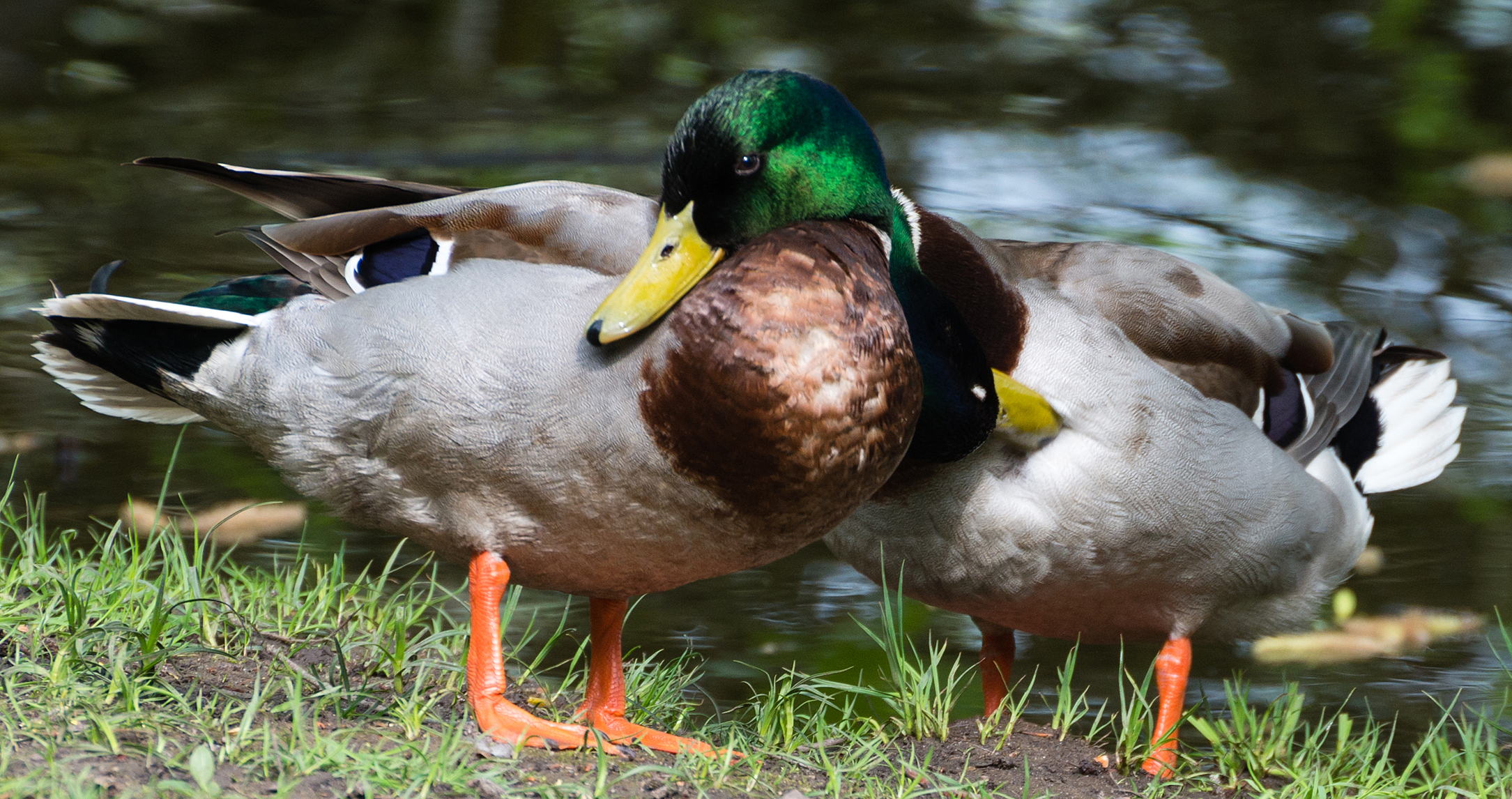
Gemeinschaftsbalz der Erpel

Kennzeichnend für Stockenten ist eine ausgedehnte Gemeinschaftsbalz mehrerer Erpel, kurz nachdem diese im Frühherbst ihr Prachtkleid angelegt haben. Bei der Gemeinschaftsbalz plustern die Erpel das Bauch- und Seitengefieder auf und heben die Flügel leicht an. Sie zeigen in dieser Phase ein typisches Bewegungsmuster, bei dem bei gesträubten Kopffedern zuerst die Schwanzfedern kräftig geschüttelt, danach der Kopf tief eingezogen und dann kräftig nach oben geschnellt wird. Hierauf sinkt der Erpel, während er erneut das Schwanzgefieder kräftig schüttelt, wieder zusammen. Dem folgen auffällige, mehrfach wiederholte Bewegungsmuster, die von Konrad Lorenz als Grunzpfiff, Kurz-Hoch-Werden und Ab-Auf-Bewegung bezeichnet wurden. Die Gemeinschaftsbalz hat keine Bedeutung im Sinne eines Begattungsvorspiels, sondern trägt zur Gruppenbildung der Erpel bei, die später die Paarbildung mit den Weibchen erleichtert.

#### Balz der Paare
Nach dieser Gemeinschaftsbalz mehrerer Erpel verpaaren sich Stockenten erstmals locker. Nach der „Verlobungszeit“, die neben dem „Antrinken“ und dem Vertreiben anderer Erpel vor allem am Hintereinander- und Nebeneinanderherschwimmen beobachtet werden kann, findet die jährliche Partnersuche, die Reihzeit, im Januar bis Anfang Februar statt. Reihzeit heißt die Balz, weil sich mehrere Erpel hinter den wenigen Weibchen einreihen. Sehr häufig sind bei Stockenten auch sogenannte Reihflüge zu beobachten, bei denen mehrere Männchen einem Weibchen folgen.
Stockenten verfügen zwar über ein umfangreiches Balzrepertoire, im Wettkampf der Erpel um die Weibchen wird dieses jedoch häufig nicht gezeigt. Oft werden Weibchen von mehreren Männchen begattet, ohne dass das übliche Balzzeremoniell vorangeht. Es sind zahlreiche Fälle dokumentiert, bei denen das Weibchen von übereifrigen Männchen ertränkt wird.

### Das Nest

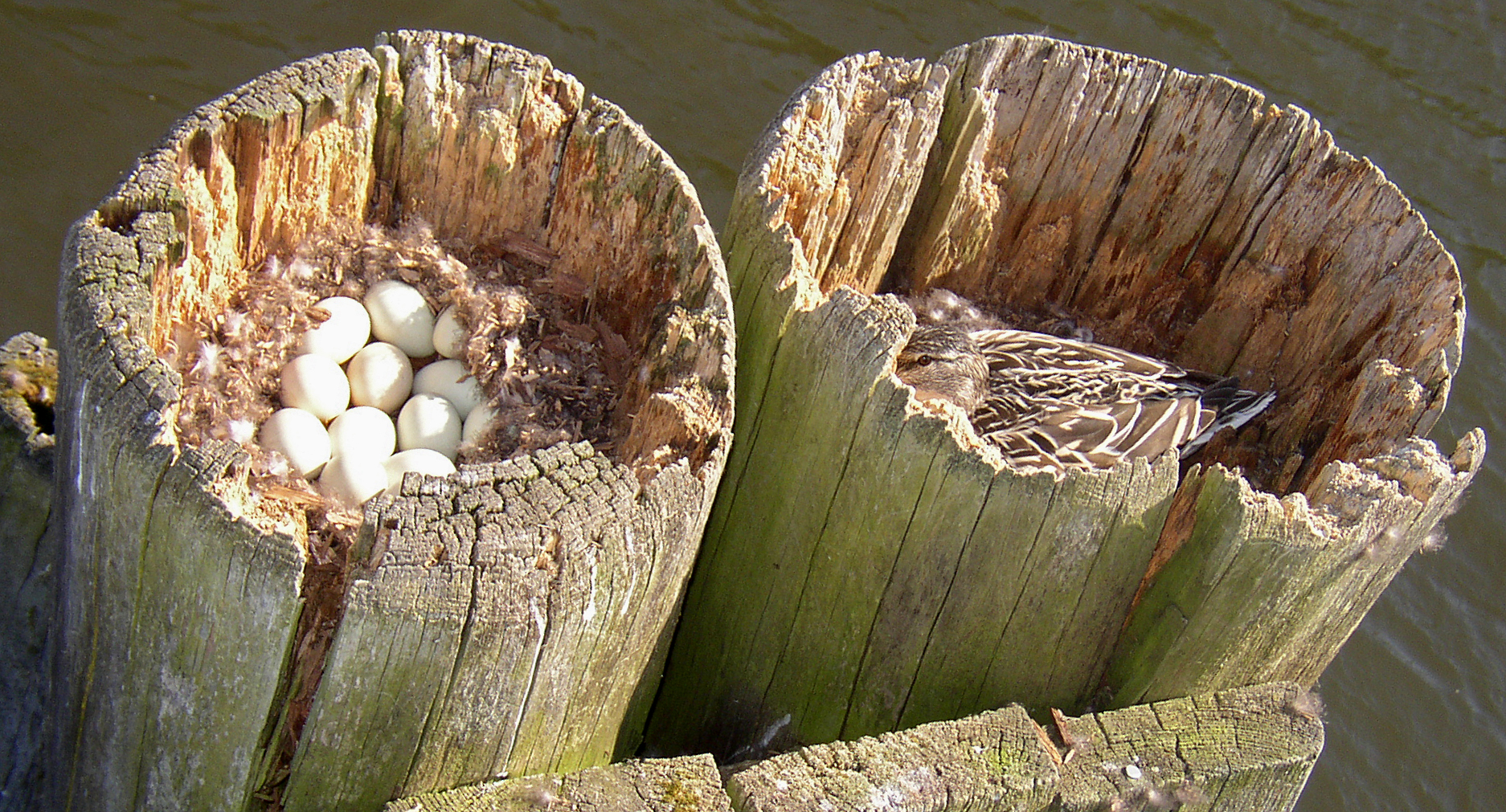
Zwei benachbarte Gelege in zwei hohlen Dalben, rechts mit brütendem Weibchen, links ohne

Gemeinsam suchen die Paare einen Nistplatz, der an einer Uferböschung, aber manchmal auch bis zu zwei, drei Kilometer vom Wasser entfernt liegen kann. Stockenten sind bei der Wahl des Neststandorts ausgesprochen vielseitig. Bei dem Versuch, Charakteristika der Wahl zu ermitteln, zeigt sich bislang nur, dass sich die Nistplatzwahl an die Gegebenheiten der jeweiligen Umgebung anpasst. In Niederungsgebieten finden sich die Nester überwiegend im Grünland, an Seen mit ausgeprägten Vegetationsgürteln in der Ufervegetation und an Waldseen im Wald. Im Überschwemmungsgebiet der Warthe in Polen bauen Stockenten ihre Nester überwiegend in Bäumen. In Wäldern brüten sie an Baumstümpfen, sie nehmen aber auch Baumhöhlen an und brüten auch in alten Krähen-, Elster- und Greifvogelnestern.
Das Nest selbst ist eine einfache, flache Mulde, die vom Weibchen in den Untergrund gedrückt und mit groben Halmen ausgepolstert wird.  Nach dem Nestbau, mit dem Beginn der Brut, verlässt der Erpel die Ente ‒ eine Verhaltensweise, die sich als Anpassung an seine auffällige Gefiederfärbung deuten lässt.

### Gelege und Jungvögel

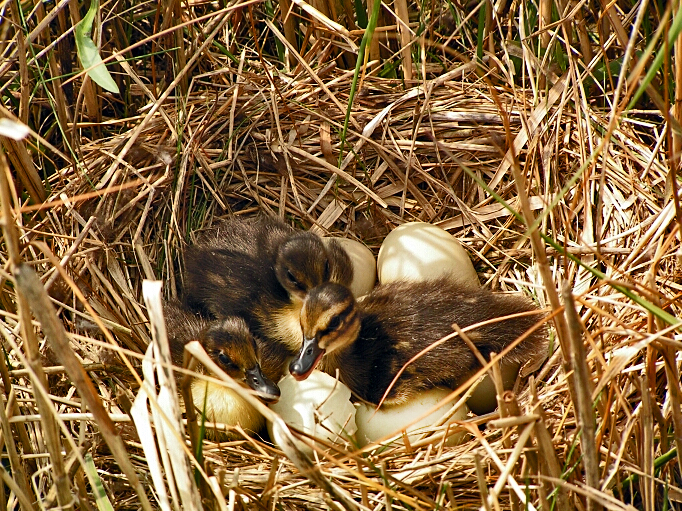
Nest mit Gelege und drei frisch geschlüpften Küken

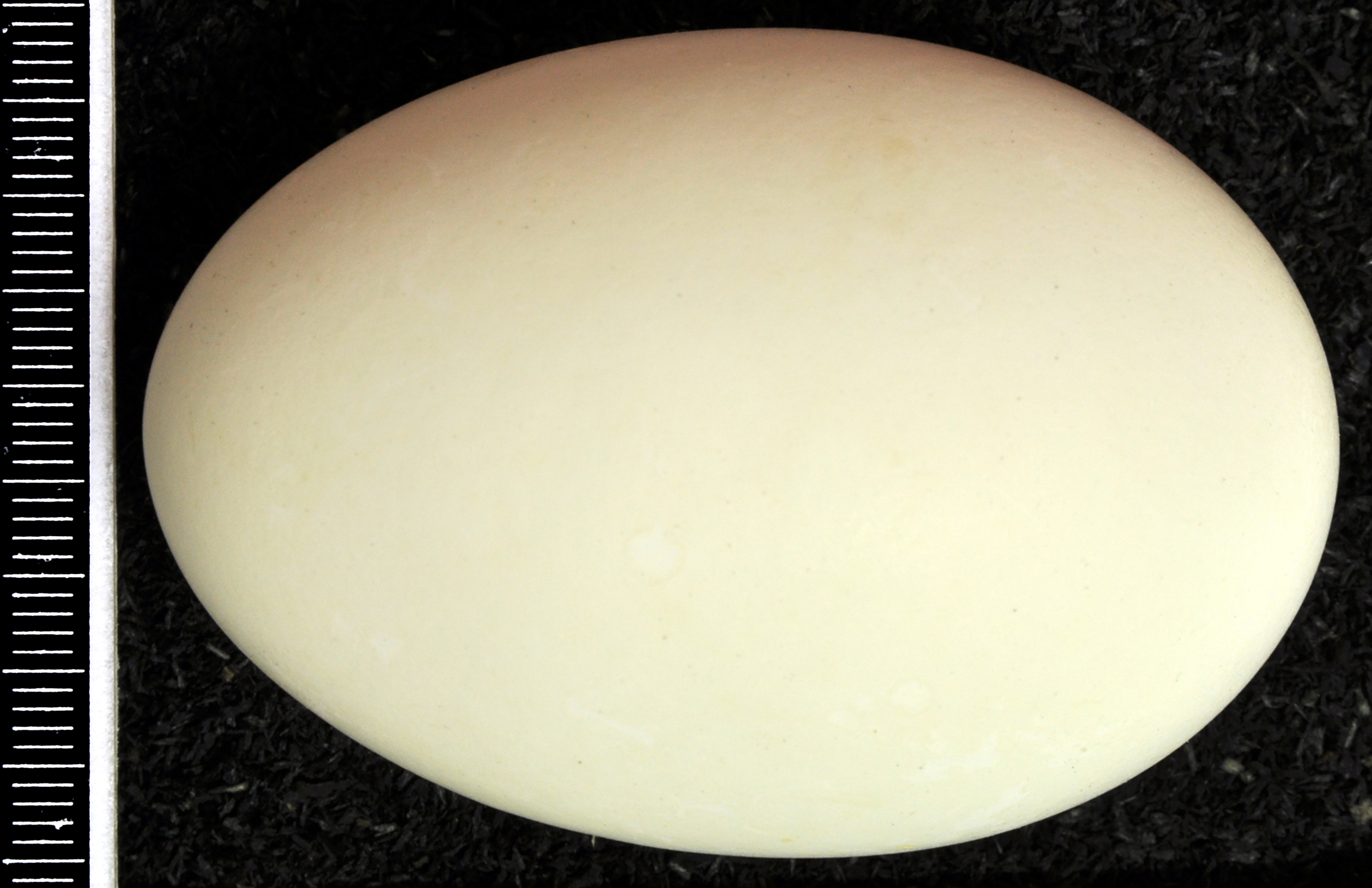
Ei, Sammlung Museum Wiesbaden

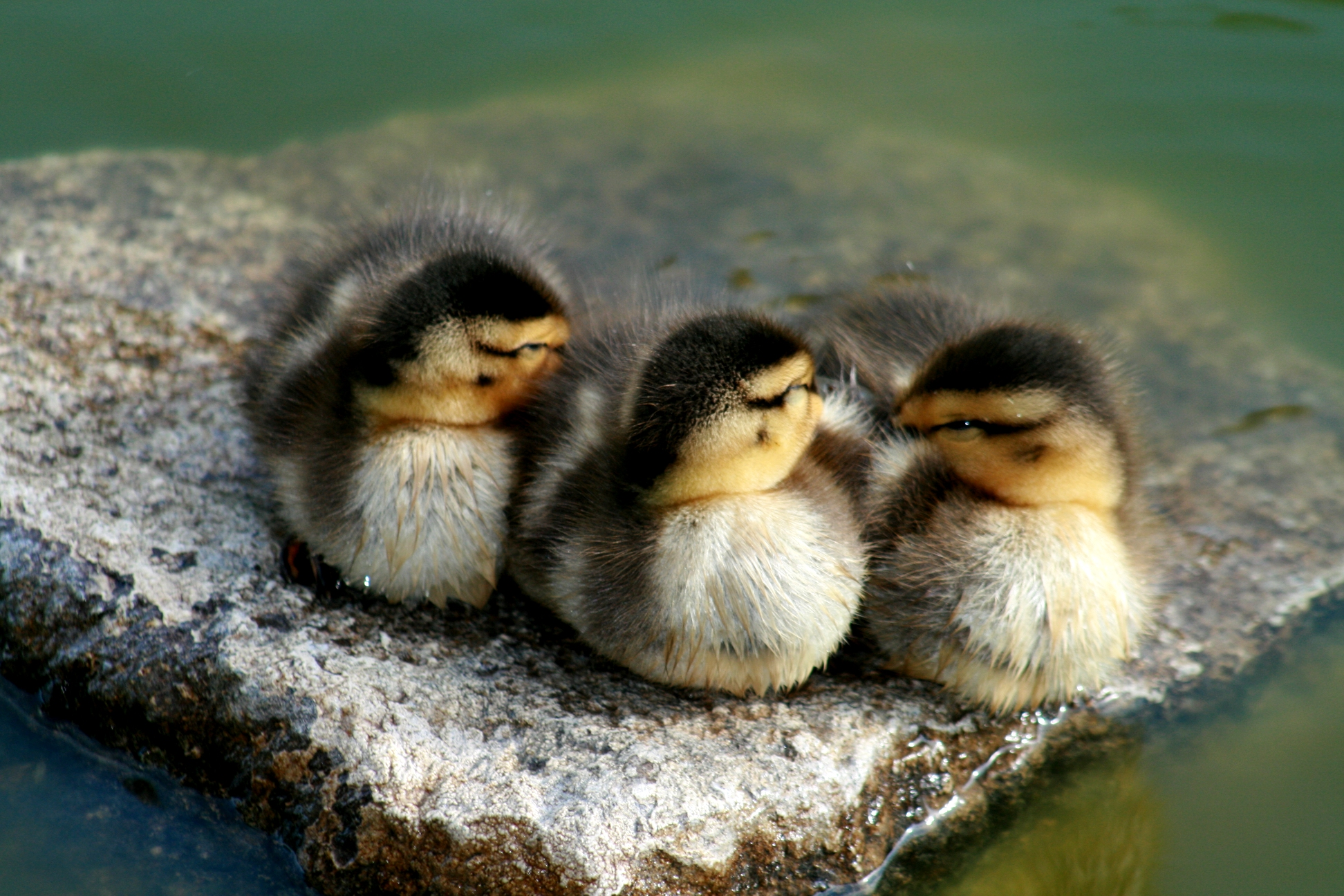
Ruhende Küken

Die Weibchen brüten einmal im Jahr ein Gelege von 7 bis 16 Eiern 25 bis 28 Tage lang aus, wobei sie ab März täglich jeweils ein Ei legen. Bleiben die ersten vier offen zurückgelassenen Eier von Gelegeräubern unbeeinträchtigt, so legt die Ente weiter in dieses Nest und deckt die Eier beim kurzzeitigen Verlassen des Nests nun ab. Drei Tage vor dem Schlüpfen beginnt das Küken zu piepen. Mit dem Eizahn (spitzer Zahn am Schnabelende) bohrt es ein Loch in die Kalkschale des Eis und strampelt sich aus der Schale, danach bleibt es erschöpft liegen. Enten sind Nestflüchter, das heißt, sie sind beim Schlüpfen bereits sehr weit entwickelt, verlassen nach sechs bis zwölf Stunden das Nest und können von Anfang an schwimmen. Ihr instinktives Verhalten, sich auf der Flucht in irgendein unbekanntes Loch zu stürzen, kann vor allem in besiedelten Gebieten dazu führen, dass sie in Kanaldeckeln, Kellerschächten usw. landen, wo sie aus eigener Kraft nicht mehr herauskommen können. In den ersten Stunden ihres Lebens laufen sie demjenigen nach, den sie zuerst erblicken. Das ist im Normalfall die Mutter. Diese Form der Interaktion von Lernen und angeborenem Verhalten heißt Prägung und ist bei Nestflüchtern ein entscheidender Bestandteil des Fortpflanzungszyklus.
Nach acht Wochen können die Jungenten fliegen. Etwa 50 bis 60 Tage lang bleibt die Ente auch noch mit den flüggen Küken in einem Schoof, einer Enten-Gelegefamilie, zusammen.

## Verhalten
Stockenten fliegen fast senkrecht auf. Der Flug ist schnell und gerade.

### Zugverhalten
Stockenten zeigen bezüglich ihres Wanderverhaltens eine starke Variabilität. Die in Ost- und Nordeuropa beheimateten Vertreter sind zumeist Zugvögel und wandern ab Oktober nach Mittel-, West- oder Südwesteuropa. In West- und Südeuropa beheimatete Vertreter zeigen dagegen in der Regel kein Zugverhalten, sondern sind Standvögel. In Mitteleuropa beheimatete Vertreter können am Ort verbleiben, nur kürzere Wanderungen unternehmen oder auch weitere Südwestwanderungen zeigen.
Am 9. Juli 1963 kollidierte über Nevada ein Verkehrsflugzeug mit einer Stockente in 6400 m (21.000 ft) Höhe.
Eine Stockente aus Hessen flog in weniger als 3 Tagen 2250 km mit bis zu 125 km/h zu einem See 300 km nördlich von Moskau.

## Bestand und Bejagung
Die Stockente ist die in Europa am häufigsten vorkommende Entenart. Der Bestand in Europa liegt grob geschätzt bei 3,3 bis 5,1 Millionen Brutpaaren. Davon entfallen mindestens 900.000 bis 1,7 Millionen Brutpaare auf Mitteleuropa. Der derzeitige Gesamtbestand in Deutschland liegt bei 190.000 bis 345.000 Brutpaaren. Bestandsschwund durch kalte Winter und regional sinkendes Nahrungsangebot wird durch folgende milde Winter und durch einen Rückgang der Jagd wieder ausgeglichen. Insgesamt verlaufen die Bestandsschwankungen auf sehr hohem Niveau. Die Jagdzeit auf Stockenten wird in Deutschland durch das Bundesjagdgesetz auf die Zeit von 1. September bis 15. Januar festgelegt. Die Gesamt-Jahresstrecke hat zwischen 2006 und 2015 um 30 Prozent abgenommen und lag im Jagdjahr 2015/16 bei 345.000 erlegten Vögeln. Der Anteil von Bayern, Niedersachsen und Nordrhein-Westfalen betrug daran insgesamt 68 Prozent. In der Schweiz lag die Zahl abgeschossener Stockenten 2015 bei 5.700 und in Österreich bei zirka 50.000 Individuen.

## Varia

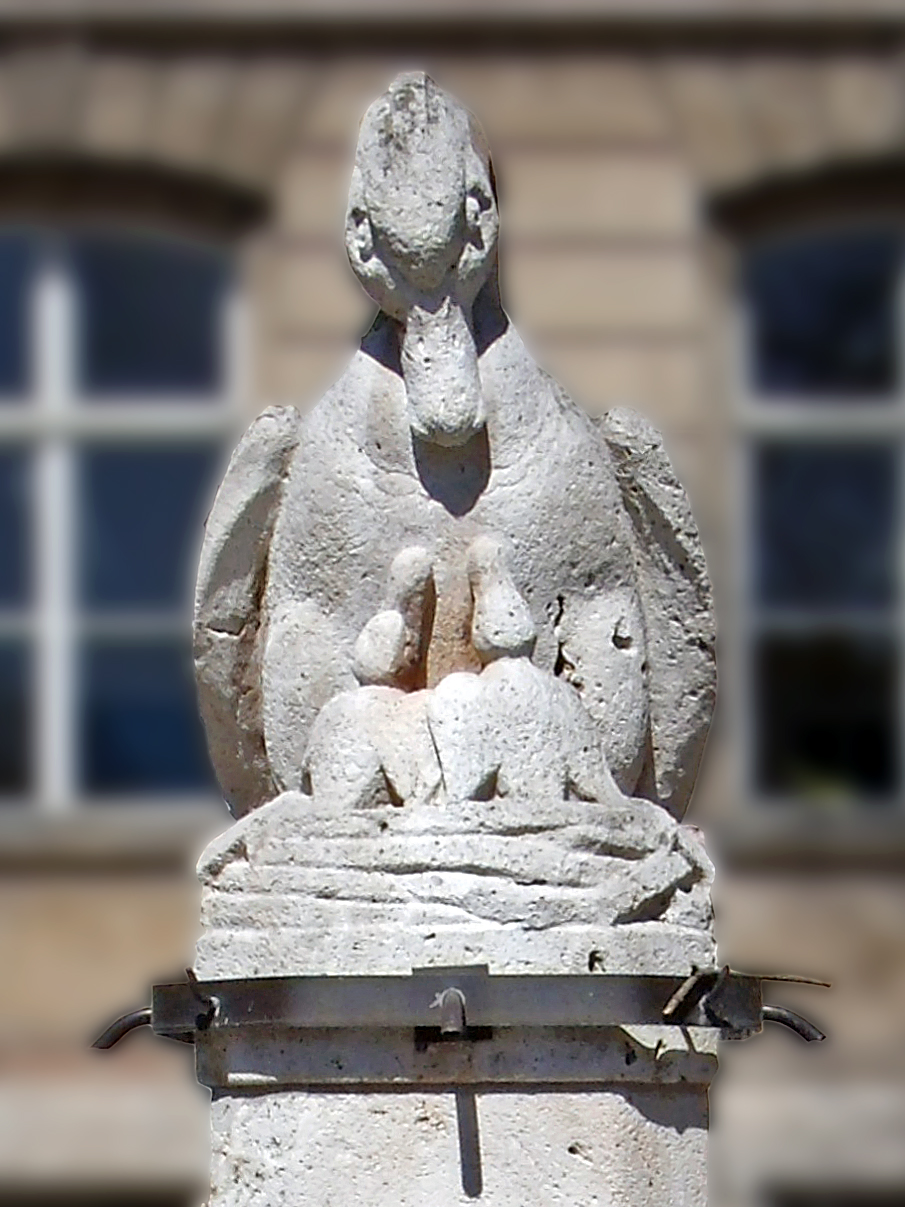
Stockentenbrunnen in Weimar

In Weimar gibt es einen Stockentenbrunnen, den der Weimarer Bildhauer Arno Zauche um 1910 schuf.
Das Unicode-Zeichen U+1F986 wird, obwohl im Standard nur als Duck (Ente) spezifiziert, auf vielen Systemen als stilisierte männliche Stockente implementiert.
Entenfett (lateinisch axungia anatis) wurde früher wie andere tierische Fette auch zur Herstellung von Arzneimitteln verwendet.